# Britannia

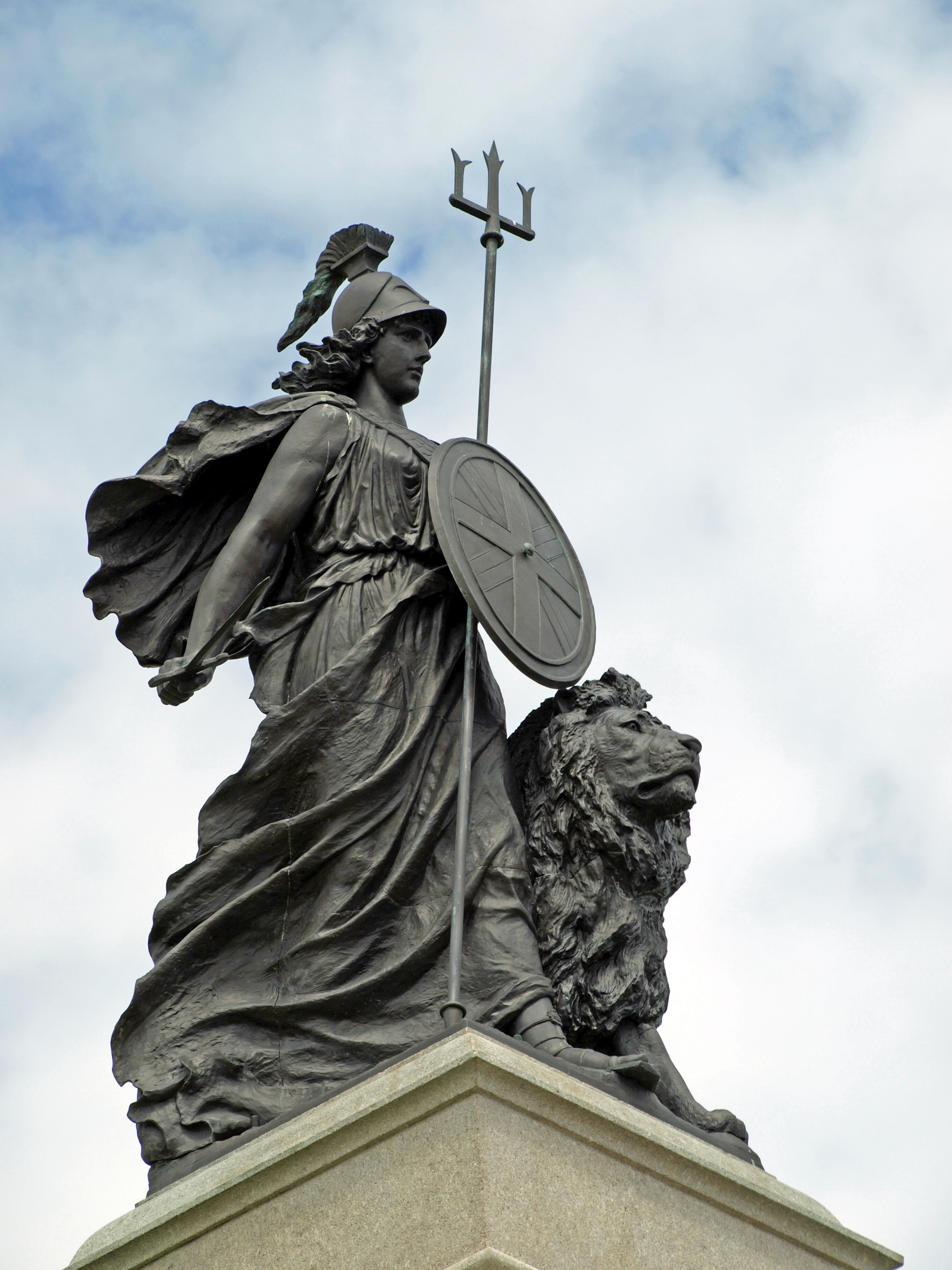
Socha Britannie v Plymouthu

Britannia, ženská personifikace Britských ostrovů, byla populární postava již od 1. století, kdy byla poprvé vyobrazena jako bohyně. Od této doby byla pevně spojena s mincemi a od roku 1797 se objevovala na všech mincích vydanými každým panovníkem až do decimalizace (začala se používat desítková soustava), kdy byla vybrána pro minci o nominální hodnotě 50 pencí až do roku 2008.

## Kdo je Britannia?
Během let se vyobrazení Britannie nenápadně změnilo. Její vazby s námořnictvím byly zdůrazněny změnou jejího kopí na trojzubec.
Zatímco většina Britů bude mít minci s Britannií jednoho dne v peněžence, její obraz byl také použit mnoha jinými způsoby. Je symbolem centrální banky Velké Británie a řada dalších společností ji také přijala jako součást své podnikové identity, včetně Britannia Building Society a Britannia Airways, a také její spojení s mořem dává po řadu let mnoha lodím toto populární jméno.

## Symbol britské jednoty
Symbol Britannie byl používán po tisíce let, ale co je za touto vytrvalostí?
Odpověď může spočívat v tom, že je vnímána jako symbol britské jednoty, svobody a síly, což znamená, že se objevuje v obzvláště náročných časech. Stejně jako Columbia ve Spojených státech a Marianne ve Francii, Britannia se stává prominentnější v době války nebo když je národní hrdost na vzestupu.

## Ikonická postava
Britannia se také ocitla v centru pozornosti, když na britský trůn zasedla panovnice ženského pohlaví. Za vlády královny Alžběty I. tak hrála výraznou roli v dramatu a literatuře a byla používána jako symbol britského impéria za vlády královny Viktorie. Za vlády královny Anny se obraz Britannie dokonce podobal samotné královně, zatímco za vlády současné královny byla Britannia v roce 1987 vybrána na první zlaté britské mince a o deset let později na první stříbrné mince.
Na jaře roku 2008 představila Královská mincovna nové mincovní návrhy „odrážející moderní Británii dvacátého prvního století“, které neobsahují obraz Britannie. Toto rozhodnutí přineslo řadu diskuzí a bulvární tiskové kampaně, zejména kampaně Daily Mail, která byla zahájena za účelem „zachránit Británii“. Vláda však poukázala na to, že mince s nominální hodnotou 50 pencí v původním designu zůstanou v dohledné době v oběhu. Britannia se také stále každoročně objevuje na sériích zlatých a stříbrných mincí vydaných Královskou mincovnou. V roce 2015 pak byla vydána nová mince ve výši 2 liber s novým obrazem Britannie.